# Dominique Loreau
 (décembre 2024).
Ne doit pas être confondue avec la cinéaste Dominique Loreau.
Pour les articles homonymes, voir Loreau.
Dominique Loreau est une essayiste française qui vit depuis la fin des années 1970 au Japon. Elle s'est fait connaître grâce à son ouvrage L'Art de la simplicité, paru en 2005 chez Laffont  (ISBN 2-221-10385-8).
« Je ne suis pas du tout écrivain », déclare-t-elle. Lorsqu'elle a commencé à rédiger son livre à partir de ses notes personnelles, certains passages s'adressaient spécifiquement aux femmes, d'autres aux hommes, puis elle s'est dit: « Flûte ! Le monde est toujours au masculin, moi je le mets au féminin. C'est une petite plaisanterie ». 
L'idée de son livre est née en voyant les citadins japonais « vivre dans tant d'encombrement et de choses, et d'être toujours stressés et fatigués, à chercher leurs affaires, à vivre dans des intérieurs qui sont vraiment pleins à craquer. On ne sait pas où s'asseoir. Et je me dis: "A quoi ça sert tout ça?". »

## L'art de la simplicité
Puisant aux sources du bouddhisme zen, cet ouvrage propose au lecteur de "simplifier (sa) vie pour l'enrichir" (première de couverture) et remet par conséquent en cause non seulement la société de consommation en général, mais aussi les comportements, la manière d'appréhender l'existence du monde occidental.
La simplicité, « c'est une valeur enrichissante : elle permet de vivre libéré des préjugés, des contraintes et pesanteurs qui nous dispersent et nous stressent. L'abondance de tentations, de désirs, de biens matériels, n'apporte ni la grâce ni l'élégance. Cela peut même détruire l'âme. En tout cas, ça l'emprisonne. Quand on possède peu, que l'on se contente de peu, on est plus disponible pour capter ses besoins réels et revenir à l'essentiel ».
« Vider sa garde-robe ou sa maison, c’est ce que j’ai fait il y a vingt ans. Pour moi, c’est complètement dépassé - et mon livre est une synthèse des notes que j’avais prises à cette époque-là. Aujourd’hui, ce que je vide surtout, c’est mon emploi du temps. J’essaie d’avoir le plus de temps possible, de disponibilité. Je reste beaucoup chez moi, en silence ».

### Sommaire
La première partie aborde le matérialisme et le minimalisme en 3 temps : 
1. les excès du matérialisme : le poids des possessions (au sens propre et au figuré) ; la maison : non à l'encombrement; les choses : qu'éliminer, que garder ? ; la garde-robe : style et simplicité
2. les avantages du minimalisme : le temps : moins le perdre pour davantage et mieux en profiter ; l'argent (notre serviteur et non notre maître)
3. Ethique et esthétique : le besoin de beauté ; "moins pour plus" d'ordre et de propreté.

La deuxième partie traite du corps en 3 rubriques :
1. la beauté et vous : découvrez votre propre image ; libérez votre corps par les soins et le sommeil
2. les soins d'une minimaliste : la peau, les cheveux et les ongles ; Dites adieu aux impuretés ; sans les clubs de sport
3. manger moins mais mieux : les excès de l'alimentation ; les repas : sobriété[4]  et raffinement ; quelques rappels de diététique pour "é-li-mi-ner" : réapprenez la faim.

La troisième et dernière partie parle du mental sous 3 angles :
1. votre écologie intérieure : purifiez votre esprit ; contrôlez votre mental ; concentration et méditation
2. les autres : simplifiez votre carnet d'adresses ; quand vous êtes en compagnie ; altruisme et solitude
3. polissez-vous comme un galet : soyez prêt à changer ; lecture et écriture ; les exercices et la discipline, économisez votre énergie.

## L'art des listes
Publié en 2007, le deuxième essai de Dominique Loreau est consacré aux listes. Selon l'auteure, les listes nous offrent un support indispensable. Que ce soit pour faire table rase avant de mieux repartir dans la course des jours ou pour entreprendre un travail de fond sur le sens de sa vie, elles constituent l'un des moyens les plus accessibles, les plus amusants et les plus efficaces de se libérer intérieurement. Dominique Loreau tente d'en apporter la preuve dans cet ouvrage à la fois guide pratique – comment organiser au mieux le quotidien (le ménage, les repas, les invitations à dîner, les comptes, les cadeaux, les valises des vacances...) afin de se donner du temps pour soi – et invitation ludique à explorer une forme d'écriture elliptique et poétique, qui va à l'essentiel. Selon l'auteure, créer son propre " carnet de listes ", c'est apprendre à clarifier son esprit, à affiner ses goûts, à enrichir sa vie intérieure. En s'appuyant sur des dizaines d'exemples précis, L'art des listes donne conseils et astuces pour s'approprier ce véritable art du "bien vivre".

## L'art de l'essentiel
L'art de l'essentiel, troisième essai de Dominique Loreau, est paru en 2008.

## Ouvrages
- L'art de la simplicité, simplifier sa vie, c'est l'enrichir, Éditions Robert Laffont, 2005  (ISBN 2221103858).
- L'Art des listes : simplifier, organiser, enrichir sa vie, Éditions Robert Laffont, 2007  (ISBN 2221109317).
- L'art de l'essentiel, Éditions Flammarion, 2008  (ISBN 2081217619)/978-2-89077-347-9).
- L'art de la frugalité et de la volupté, Éditions Robert Laffont, 2009  (ISBN 9782221113769)
- Mon kakebo 2011 japonais, pour tenir son budget sereinement, Éditions Flammarion, 2010  (ISBN 978-2081233065)
- Faire le ménage chez soi, faire le ménage en soi, Éditions Marabout, 2011  (ISBN 978-2501071697)
- 99 objets nécessaires et suffisants, Éditions Flammarion, 2011  (ISBN 978-2081255678)
- Mon kakebo 2012, agenda de comptes pour tenir sereinement son budget, Éditions Flammarion, 2011
- Aimer la pluie, aimer la vie, Éditions J'ai Lu, 2011
- L'infiniment peu, Éditions J'ai Lu, 2012  (ISBN 2290041645)
- L'Éloge de la légèreté, jeter l'inutile pour vivre plus libre, Éditions Flammarion, 2018
- L'héritage du Temps : De l'harmonie dans nos vies, Éditions Flammarion, 2019